# Thomas Rabou
Thomas Rabou, né le 12 décembre 1983 à Bois-le-Duc, est un coureur cycliste néerlandais.

## Biographie
Issu de l'équipe Rabobank Continental, réserve de l'équipe ProTour Rabobank, Thomas Rabou intègre en 2010 l'équipe Type 1. Lors du Tour de Californie 2010, il remporte le maillot du meilleur grimpeur. En 2011, il rejoint l'équipe Realcyclist.com.

## Palmarès
- 2004
  - 3e étape de l'Arden Challenge
- 2006
  - Classement général du Tour du Siam
  - 2e étape du Tour de la Pharmacie Centrale
  - Classement général de l'Arden Challenge
  - 2e du Tour de la Pharmacie Centrale
  - 2e du Triptyque ardennais
- 2008
  - 5ea étape du Tour de Lleida (contre-la-montre par équipes)
  - 2e étape du Cinturó de l'Empordà
- 2011
  - 3e du Grote Prijs Dr. Eugeen Roggeman
- 2012
  - 3e étape du Tour du Mexique
  - Ronde van Kruiningen
- 2013
  - 3e de la Melaka Governor Cup
- 2014
  - Critérium international d'Alger
  - 2e étape du Tour international de Blida
  - 3e du Grand Prix d'Oran
- 2015
  - 3e étape du Tour de Kumano
  - Tour du lac Poyang :
    - Classement général
    - 7e étape

  - 7e étape du Tour de Singkarak
- 2016
  - Prologue du Tour de Chine II

## Classements mondiaux
| Année            | 2006 | 2007 | 2008 | 2009 | 2010 | 2011 | 2012 | 2013 | 2014 | 2015 | 2016 |
| ---------------- | ---- | ---- | ---- | ---- | ---- | ---- | ---- | ---- | ---- | ---- | ---- |
| UCI Africa Tour  |      |      |      |      |      |      |      |      | 17e  |      |      |
| UCI America Tour |      |      |      |      |      |      | 269e |      |      |      |      |
| UCI Asia Tour    | 31e  | 245e |      |      | 228e |      |      | 108e | 161e | 96e  | 145e |
| UCI Europe Tour  |      |      | 974e | 870e |      |      |      |      |      |      |      |
| UCI Oceania Tour |      |      |      |      |      |      |      |      | 39e  |      |      |